# Chaetopleura roddai
Chaetopleura roddai är en blötdjursart som beskrevs av Ferreira 1983. Chaetopleura roddai ingår i släktet Chaetopleura och familjen Ischnochitonidae. Inga underarter finns listade i Catalogue of Life.